# Лайконік
Лайконік (пол. Lajkonik) — народна гра, яка щорічно відбувається в Кракові в октаву Свята Тіла і Крові Христових (в перший четвер після свята). Головним персонажем гри є лайконік — бородатий вершник у псевдоорієнтальному вбранні, який пересувається за допомогою штучного дерев'яного коника, прикріпленого до пояса, йдучи традиційним шляхом від Звежинеця (місцевість у Кракові) до Площі Ринок у супроводі мласкотів (пол. mlaskoty) та свити волочіїв, одягнених у краківське та «татарське» вбрання. 2014 року гра потрапила до Національного списку нематеріальної культурної спадщини.

## Походження назви
У хроніках монастиря норбертанок з'являється формулювання «добош (литаврист) з коником». Амвросій Грабовський пише про турка на коні, а Костянтин Майеровський про «чоловіка, одягненого по-татарськи». Вперше слово «лайконік» вжив у 1866 році польський археолог Жозеф Лепковський.
Згідно з фольклористом Юліаном Кжижановським слово «лайконік» походить від старонімецького слова «lai», що означало цехове братство. Таке ж тлумачення подано у сучасному «Словнику міфів і традиції культури» Владислава Капалинського. Згідно з іншими припущеннями, слово походить від вигуку «lej» (або ж «бий!»), яким заохочували татарина, аби той і далі роздавав удари булавою, або теж від скороченої форми до «гуляй» (hulaj!). У схожий спосіб Валері Еляш-Радзіковські розглядав префікс -лай як релікт слів «гуляй» та «гасай».
Деякі дослідники (Людвік Крживіцький) стверджували, що етимологія «lać» — «lej» походить з обливання людей водою, що ймовірно робили татари в минулому; ще інші (Людвік Млинек) виводили вираз «laj» з німецького «Lauf», «läuf», якими кричали до коня давні німецькомовні мешканці міста, або ж від слова «Leibpferd», що з німецької мови можна перекласти як «постать» або «обряд» (прихильником цієї теорії став Шимон Матушяк), і «heiliger König». Існує також ймовірність, що назва потрапила до Кракова зі Шльонська (Сілезії), де в місцевій мові весняне свято травневого короля називалося словом «Leichkonik» (König = король). Оскар Кольберг асоціює слово «lajkonik» з близьким до нього виразом — «lalkonik», що є поєднанням слів «лялька-кінь».